# Ermita Torre de los Santos
La ermita de la Torre de los Santos se encuentra en el municipio de Nueva Carteya, (Provincia de Córdoba).

## Descripción
De esta torre, pese a que Valverde y Perales dice a fines del siglo XIX que "...a corta distancia de la margen izquierda del río Guadalmoral, en el Monte Horquera, se encuentra hoy una casa de labor llamada Casería de los Santos, cuyos edificios rodean una torre cuadrada de muy antigua construcción, que fue fortaleza militar en los tiempos de la reconquista, y muy poco después ermita en donde se dio culto a Nuestra Señora de los Santos...", en la actualidad no queda nada, o a lo sumo pudiera tratarse de los cimientos y parte baja de un sólido cuerpo de edificio, el único que en la actualidad queda en pie, aunque en lamentable estado de conservación.
La razón por la que se mantiene la hipótesis de que este cuerpo de edificio pudiera tratarse de la antigua torre, si bien algo enmascarado por las sucesivas reformas introducidas en el transcurso de los años, se basa en que aún se puede apreciar en las esquinas, en los cimientos y en la zona baja de sus caras alineaciones de sillares regulares y algo tallados alternados por verdugadas de lajas de piedra y ladrillo. Es éste el mismo sistema de aparejo empleado en las torres de la Plata, Torre Morana o Torre de Barcas, y además combinado con la misma forma de torre en esos casos, es decir, la prismática.
Otra de las razones que se han aducido para defender esta identidad es la de que en el párrafo antes trascrito de Valverde y Perales se afirma que la citada torre fue utilizada más adelante como ermita, y precisamente hoy día el interior de la planta baja del edificio es una pequeña ermita abandonada, de aproximadamente 4 x 6 metros por unos 4 de alto, con bóveda de cañón de factura barroca, decorada y enlucida con frescos predominando los tonos rojos, mal conservados por la humedad, el abandono y el tiempo y que se han fechado en la primera mitad del siglo XVI.
Respecto a la antigüedad del lugar, debe remontarse como mínimo al Bronce Final, según se advierte por las cerámicas, aunque las más numerosas corresponden a los momentos de la romanización, sobre todo las sigillatas. También se observan cerámicas vidriadas difíciles de adscribir cronológicamente.

## Datos históricos
Basándose en el historiador de los reyes moros de Granada, Alabar Alcoday de Valencia, F. Valverde y Perales señala en su Historia de la villa de Baena que en el año de 1242 ganaron los cristianos a Caachena, lugar que no sabemos donde estaba...", aunque este autor supone que pudiera estar en el Monte Horquera, no lejos del arroyo Carchena.
Continúa el autor: "...en el mismo monte, y no muy distante del dicho arroyo, entre él y el río Guadalmoral, existe una torre llamada de los Santos, que estaba en el año de 1245 guarnecida por cristianos en corto número, y fue atacada por fuerzas musulmanas muy superiores, batiéndolas con gran denuedo, viéndose los nuestros en tanto apuro, que buscando la divina protección se encomendaron à la Santísima Virgen, la que se les apareció en un hueco de la torre, concediéndoles una milagrosa victoria". Termina, que "... a partir de entonces la torre se dedicó a santuario, bajo la advocación de la Virgen de los Santos, en memoria del milagro...".
En otro apartado de la misma obra, Valverde y Perales, puntualiza que la citada ermita es el más antiguo templo del término de Baena; haciendo una descripción exhaustiva de la distribución interior de la ermita y de su ornamentación, pero de todo lo cual, hoy día, tan sólo queda el altar del fondo y en pésimo estado de conservación con riesgo de desaparecer en los próximos años.